# امیر معقولی
امیر معقولی (زادهٔ ۲۶ مهر ۱۳۴۶) تصویربردار٬ کارگردان و مدیرتولید سینما و تلویزیون ایران است.

## کارگردانی
عروس بندر

## مدیر تولید
- لامپ ۱۰۰

## مدیر فیلمبرداری
- خالتور
- ایکس‌لارج
- شب عید
- لازانیا
- گام‌های شیدایی
- ساعت ۲۵
- پایتخت ۴
- چاردیواری
- دزد و پلیس
- تله فیلم کلاه تو کلاه
- پایتخت ۱
- پایتخت 3
- مدینه
- رستگاران
- نون خ
- میکاییل
- خروس

## گروه فنی فیلمبرداری
- جمعه
- مهره